# 第48回全日本大学サッカー選手権大会
第48回全日本大学サッカー選手権大会は1999年11月13日から11月23日にかけて開催された全日本大学サッカー選手権大会である。国士舘大学が2年連続4回目の優勝を果たした。

## 概要
9地域の代表15校と総理大臣杯全日本大学サッカートーナメント優勝校が参加した。

### 大会日程
- 1999年11月13日 - 1回戦
- 1999年11月14日 - 準々決勝
- 1999年11月21日 - 準決勝
- 1999年11月23日 - 決勝

### 開催競技場
- 国立競技場（決勝）
- 西が丘サッカー場（準々決勝・準決勝）
- 柏の葉競技場（準々決勝）
- 江戸川区陸上競技場（1回戦）
- 秋津サッカー場（1回戦）
- 平塚競技場（1回戦）
- 駒沢競技場（1回戦）

## 出場大学
- 国士舘大学（総理大臣杯優勝・5年連続15回目）
- 道都大学（北海道代表・初）
- 岩手大学（東北代表・4年ぶり4回目）
- 筑波大学（関東第1代表・2年ぶり24回目）
- 駒澤大学（関東第2代表・2年ぶり5回目）
- 東京学芸大学（関東第3代表・初[1]）
- 順天堂大学（関東第5代表・4年連続13回目）
- 福井工業大学（北信越代表・3年連続6回目）
- 静岡産業大学（東海代表・2年連続2回目）
- 近畿大学（関西第1代表・初[2]）
- 阪南大学（関西第2代表・2年連続5回目）
- 関西学院大学（関西第3代表・2年連続9回目）
- 広島修道大学（中国代表・8年ぶり6回目）
- 高知大学（四国代表・6年連続15回目）
- 福岡教育大学（九州第1代表・3年連続3回目）
- 九州産業大学（九州第2代表・13年ぶり18回目）

## 試合日程・結果

### 1回戦
| 1999年11月13日 |

| 筑波大学              | 4 - 0 | 九州産業大学 |
| 渡辺2 , · 羽生 · 平川 |       |              |

| 江戸川区陸上競技場 |

| 1999年11月13日 |

| 広島修道大学 | 0 - 2 | 高知大学            |
|              |       | オウンゴール · 野村 |

| 江戸川区陸上競技場 |

| 1999年11月13日 |

| 近畿大学 | 2 - 2 延長 (PK 2-4) | 福井工業大学 |
| 町中2 ,  |                     | 猪島 · 小沢  |

| 秋津サッカー場 |

| 1999年11月13日 |

| 順天堂大学                | 4 - 0 | 岩手大学 |
| 田嶋 · 藤田 · 早川 · 芦田 |       |          |

| 秋津サッカー場 |

| 1999年11月13日 |

| 静岡産業大学 | 0 - 1 | 阪南大学 |
|              |       | 中野     |

| 平塚競技場 |

| 1999年11月13日 |

| 国士舘大学  | 2 - 1 | 道都大学 |
| 鈴木 · 斉藤 |       | 福田勇   |

| 平塚競技場 |

| 1999年11月13日 |

| 福岡教育大学 | 0 - 2 | 東京学芸大学              |
|              |       | 藤倉 前31分 · 本多 前34分 |

| 駒沢競技場 |

| 1999年11月13日 |

| 関西学院大学 | 1 - 0 | 駒澤大学 |
| 宮崎         |       |          |

| 駒沢競技場 |

### 準々決勝
| 1999年11月14日 |

| 筑波大学                         | 5 - 1 | 高知大学 |
| 戸田 · 小野 · 渡辺 · 吉川 · 曽田 |       | 坂本     |

| 柏の葉競技場 |

| 1999年11月14日 |

| 福井工業大学 | 1 - 6 | 順天堂大学        |
| 猪島         |       | 峯岸3 , · 早川3 , |

| 柏の葉競技場 |

| 1999年11月14日 |

| 阪南大学  | 1 - 2 | 国士舘大学       |
| 銅子 (PK) |       | 板橋 · 佐伯 (PK) |

| 西が丘サッカー場 |

| 1999年11月14日 |

| 東京学芸大学 | 1 - 2 | 関西学院大学 |
| 中尾         |       | 梶井 · 青野  |

| 西が丘サッカー場 |

### 準決勝
| 1999年11月21日 |

| 筑波大学 | 1 - 1 延長 (PK 4-2) | 順天堂大学 |
| 戸田     |                     | 石原       |

| 西が丘サッカー場 |

| 1999年11月21日 |

| 国士舘大学     | 1 - 0 延長 | 関西学院大学 |
| 延前8分 (o.g.) |            |              |

| 西が丘サッカー場 |

### 決勝
| 1999年11月23日 |

| 筑波大学 | 1 - 2 延長 | 国士舘大学  |
| 戸田     |            | 山根 · 植田 |

| 国立競技場 |

## 最終結果
| 第48回全日本大学サッカー選手権大会 優勝チーム |
| --------------------------------------------- |
| 国士舘大学 2年連続4回目                       |

### 表彰

#### 最優秀選手賞
- 佐伯直哉（国士舘大学）

## 主な出場選手
- 千代反田充（筑波大学）
- 谷池洋平（筑波大学）
- 吉川京輔（筑波大学）
- 羽生直剛（筑波大学）
- 渡辺隆正（筑波大学）
- 平川忠亮（筑波大学）
- 戸田光洋（筑波大学）
- 小野隆儀（筑波大学）
- 曽田雄志（筑波大学）
- 巻誠一郎（駒澤大学）
- 深井正樹（駒澤大学）
- 堀之内聖（東京学芸大学）
- 本多進司（東京学芸大学）
- 藤倉寛（東京学芸大学）
- 西村卓朗（国士舘大学）
- 山根伸泉（国士舘大学）
- 早川知伸（順天堂大学）
- 石原克哉（順天堂大学）
- 佐伯直哉（国士舘大学）
- 影山貴志（阪南大学）
- 町中大輔（近畿大学）